# Aphaenogaster
Aphaenogaster – rodzaj mrówek z podrodziny Myrmicinae. Został opisany przez Gustava Mayra w 1853.

## Gatunki
- A. albisetosa Mayr, 1886
- A. annandalei Mukerjee, 1930
- A. araneoides Emery, 1890
- A. ashmeadi Emery, 1895
- A. atlantis Santschi, 1929
- A. avita Fujiyama, 1970
- A. balcanica (Emery, 1898)
- A. barbara Shattuck, 2008
- A. barbigula Wheeler, 1916
- A. baronii Cagniant, 1988
- A. beccarii Emery, 1887
- A. beesoni Donisthorpe, 1933
- A. belti Forel, 1895
- A. boulderensis Smith, 1941
- A. burri (Donisthorpe, 1950)
- A. caeciliae Viehmeyer, 1922
- A. campana Emery, 1878
- A. cardenai Espadaler, 1981
- A. cavernicola Donisthorpe, 1938
- A. cecconii Emery, 1894
- A. cockerelli Andre, 1893
- A. cristata (Forel, 1902)
- A. crocea Andre, 1881
- A. curiosa Santschi, 1933
- A. dejeani Cagniant, 1982
- A. depilis Santschi, 1911
- A. depressa Bolton, 1995
- A. dlusskyi Radchenko & Arakelian, 1991
- A. donisthorpei Carpenter, 1930
- A. dromedaria (Emery, 1900)
- A. dulciniae Emery, 1924
- A. ensifera Forel, 1899
- A. epirotes (Emery, 1915)
- A. espadaleri Cagniant, 1984
- A. exasperata Wheeler, 1921
- A. fabulosa Arnol'di, 1968
- A. fallax Cagniant, 1992
- A. famelica (Smith, 1874)
- A. faureli Cagniant, 1969
- A. feae Emery, 1889
- A. festae Emery, 1915
- A. finzii Mueller, 1921
- A. flemingi Smith, 1928
- A. floridana Smith, 1941
- A. friederichsi Forel, 1918
- A. fulva Roger, 1863
- A. geei Wheeler, 1921
- A. gemella (Roger, 1862)
- A. georgica Arnol'di, 1968
- A. gibbosa (Latreille, 1798)
- A. gigantea Collingwood, 1962
- A. gonacantha (Emery, 1899)
- A. haarlovi Collingwood, 1961
- A. hesperia Santschi, 1911
- A. holtzi (Emery, 1898)
- A. honduriana Mann, 1922
- A. huachucana Creighton, 1934
- A. hunanensis Wu & Wang, 1992
- A. iberica Emery, 1908
- A. inermita Bolton, 1995
- A. ionia Santschi, 1933
- A. isekram Bernard, 1977
- A. italica Bondroit, 1918
- A. januschevi Arnol'di, 1976
- A. kervillei Forel, 1910
- A. kimberleyensis Shattuck, 2008
- A. kurdica Ruzsky, 1905
- A. laevior Emery, 1887
- A. lamellidens Mayr, 1886
- A. ledouxi Tohme, 1969
- A. lepida Wheeler, 1930
- A. lesbica Forel, 1913
- A. livida (Heer, 1850)
- A. longaeva (Scudder, 1877)
- A. longiceps (Smith, 1858)
- A. loriai (Emery, 1897)
- A. lustrans Smith, 1961
- A. maculata Theobald, 1937
- A. maculipes Theobald, 1937
- A. mariae Forel, 1886
- A. mayri Carpenter, 1930
- A. mediterrae Shattuck, 2008
- A. megommata Smith, 1963
- A. mersa Wheeler, 1915
- A. messoroides Dlussky, 1990
- A. mexicana (Pergande, 1896)
- A. miamiana Wheeler, 1932
- A. miniata Cagniant, 1990
- A. muelleriana Wolf, 1915
- A. mutica Pergande, 1896
- A. nadigi Santschi, 1923
- A. nana Wheeler, 1932
- A. obsidiana Mayr, 1861
- A. occidentalis (Emery, 1895)
- A. oligocenica Wheeler, 1915
- A. osimensis Teranishi, 1940
- A. ovaticeps (Emery, 1898)
- A. pallescens Walker, 1871
- A. pallida (Nylander, 1849)
- A. pannonica Bachmayer, 1960
- A. patruelis Forel, 1886
- A. perplexa Smith, 1961
- A. phalangium Emery, 1890
- A. phillipsi Wheeler & Mann, 1916
- A. picea (Wheeler, 1908)
- A. picena Baroni Urbani, 1971
- A. poultoni Crawley, 1922
- A. praedo Emery, 1908
- A. praenoda Santschi, 1933
- A. projectens Donisthorpe, 1947
- A. punctaticeps MacKay, 1989
- A. pusilla Enzmann, 1947
- A. pythia Forel, 1915
- A. quadrispina Emery, 1911
- A. reichelae Shattuck, 2008
- A. relicta Wheeler & Mann, 1914
- A. rhaphidiiceps (Mayr, 1877)
- A. rifensis Cagniant, 1994
- A. rothneyi Forel, 1902
- A. ruida Wheeler, 1928
- A. rupestris Forel, 1909
- A. sagei (Forel, 1902)
- A. saharensis Bernard, 1953
- A. sangiorgii (Emery, 1901)
- A. sardoa Mayr, 1853
- A. schmidti Karavaiev, 1912
- A. schurri (Forel, 1902)
- A. semipolita (Nylander, 1856)
- A. senilis Mayr, 1853
- A. sicardi Cagniant, 1990
- A. sicula Emery, 1908
- A. simonellii Emery, 1894
- A. sinensis Wheeler, 1928
- A. smythiesii (Forel, 1902)
- A. sommerfeldti Mayr, 1868
- A. spinosa Emery, 1878
- A. splendida (Roger, 1859)
- A. striativentris Forel, 1895
- A. strioloides Forel, 1890
- A. subcostata Viehmeyer, 1922
- A. subterranea (Latreille, 1798)
- A. subterraneoides Emery, 1881
- A. swammerdami Forel, 1886
- A. syriaca Emery, 1908
- A. takahashii Wheeler, 1930
- A. tennesseensis (Mayr, 1862)
- A. testaceopilosa (Lucas, 1849)
- A. texana Wheeler, 1915
- A. theryi Santschi, 1923
- A. tibetana Donisthorpe, 1929
- A. tinauti Cagniant, 1992
- A. tipuna Forel, 1913
- A. torossiani Cagniant, 1988
- A. treatae Forel, 1886
- A. turkestanica Arnol'di, 1976
- A. uinta Wheeler, 1917
- A. ujhelyii Szabo, 1910
- A. vapida Wheeler, 1928
- A. verecunda Wheeler, 1928
- A. weigoldi Viehmeyer, 1922
- A. weulersseae Cagniant, 1989
- A. wilsoni Cagniant, 1988